# 廖文彬 (漫畫家)
廖文彬（1961年8月2日—）是台灣的漫畫家。出生於台中。
代表作為《少年黃飛鴻》。

## 人物
- 曾從事廣告公司插畫、傳播公司製作、電影美術製作以及廣告片導演。早年以數短篇漫畫刊載於永全出版《烏龍院》半月刊。1985年以改編自黃春明小說〈兩個油漆匠〉同名短篇漫畫刊載於時報出版《歡樂漫畫》試刊1號正式出道。隨後陸續發表〈魚〉（改編自黃春明小說〈青番公的故事〉）以及〈我愛黑眼珠〉（改編自七等生同名小說）。之後並集結成單行本《兩個油漆匠》出版，首開文學改編漫畫之先河。
- 1991年於美國加州洛杉磯大學攻讀電影。回台後繼續從事漫畫創作，1993年以〈少年黃飛鴻〉於《新少年快報》週刊開始連載。該作以未授權方式在中國市場受到歡迎，並被改編成動畫〈新少年黃飛鴻〉。

## 簡歷
- 1984年 -烏龍院半月刊發表短篇漫畫〈蒼蠅的獨白〉。
- 1985年 - 以〈兩個油漆匠〉刊載於《歡樂漫畫》正式出道。
- 1993年 - 以〈少年黃飛鴻〉於〈新少年快報〉週刊開始連載。

## 作品一覽

### 短篇漫畫
- 蒼蠅的獨白
- 兩個油漆匠
- 魚
- 我愛黑眼珠
- 阿彬的故事

### 長篇漫畫
- 少年黃飛鴻
- 電玩小子Game Boy
- 龍少爺
- 少年黃飛鴻之再闖江湖

### 單行本
- 兩個油漆匠（全1集）
- 少年黃飛鴻（全4集）
- 電玩小子Game Boy（全2集）
- 龍少爺（全1集）
- 少年黃飛鴻之再戰江湖（全3集）
- 帶劍的小孩（全3集）
- 使徒（全3集）
- 冒險少年浩平

## 外部連結
- 《少年黃飛鴻》的功夫小子
- 兩個油漆匠的漫畫文學
- 廣東第一部動畫片--《新少年黃飛鴻》
- 台灣漫畫家廖文彬“我很賺錢也很累” （页面存档备份，存于）